# 파이어 엠블렘
《파이어 엠블렘》(일본어: ファイアーエムブレム, Fire Emblem, 약칭 FE)은 일본의 가정용 게임기·게임 소프트 제조 기업 닌텐도가 발매한, 시뮬레이션 롤플레잉 게임(SRPG) 시리즈이다. 개발은, 닌텐도의 고참세컨드 파티인 일본의 기업 인텔리전트 시스템즈가 하고 있다. 파이어 엠블렘은 동 시리즈의 각각의 작품내에서 중요한 역할을 하는 불꽃의 문장이 그려진 (또는 조각된) 아이템을 가리키기도 한다. 이 경우, 단지 '엠블렘'이라고 표기하는 경우도 있다.

## 시리즈 작품
- 《파이어 엠블렘 암흑룡과 빛의 검》(패밀리 컴퓨터 1990년 4월 20일)
- 《파이어 엠블렘 외전》 (패밀리 컴퓨터 1992년 3월 14일)
- 《파이어 엠블렘 문장의 수수께끼》(슈퍼 패미컴 1994년 1월 21일)
- 《파이어 엠블렘 성전의 계보》(슈퍼 패미컴 1996년 5월 14일)
- 《BS 파이어 엠블렘 아카네이아 전기》（사테라뷰 1997년 9월 29일 - 10월 25일 전달)
- 《파이어 엠블렘 트라키아 776》（닌텐도 파워· 슈퍼 패미컴 1999년 9월 1일)
- 《파이어 엠블렘 봉인의 검》（게임보이 어드밴스 2002년 3월 29일)
- 《파이어 엠블렘 열화의 검》（게임보이 어드밴스 2003년 4월 25일)
- 《파이어 엠블렘 성마의 광석》（게임보이 어드밴스 2004년 10월 7일)
- 《파이어 엠블렘 창염의 궤적》（게임큐브 2005년 4월 20일)
- 《파이어 엠블렘 새벽의 여신》（Wii 2007년 2월 22일)
- 《파이어 엠블렘 신 암흑룡과 빛의 검》（닌텐도 DS 2008년 8월 7일)
- 《파이어 엠블렘 신 문장의 수수께끼 ~빛과 그림자의 영웅~》(닌텐도 DS 2010년 7월 15일)
- 《파이어 엠블렘 각성》(닌텐도 3DS 2012년 4월 19일)
- 《파이어 엠블렘 if》(닌텐도 3DS 2015년 6월 25일)
- 《파이어 엠블렘 히어로즈》 (iOS· 안드로이드 2017년 2월 2일)
- 《파이어 엠블렘 에코즈 또 하나의 영웅왕》 (닌텐도 3DS 2017년 4월 20일)
- 《파이어 엠블렘 풍화설월》 (Switch 2019년 7월 26일)

### 콜라보레이션 작품
- 《환영이문록 ♯FE》 (Wii U 2015년 12월 26일, Switch 2020년 1월 17일)
- 《파이어 엠블렘 무쌍》 (New 닌텐도 3DS· Switch 2017년 9월 28일)
- 《파이어 엠블렘 무쌍 풍화설월》 (닌텐도 Switch 2022년 6월 24일)

### 트레이딩 카드 게임
- 파이어 엠블렘 트레이딩 카드 게임
- 파이어 엠블렘 사이퍼 (2015년 6월 25일 ~ )

## 같이 보기
- 워즈 (시리즈)